# Décès en 901
Décès
- 897
- 898
- 899
- 900
- 901
- 902
- 903
- 904
- 905

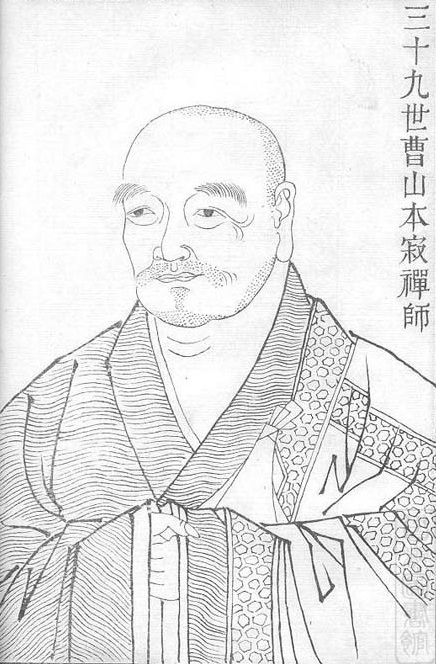
Caoshan Benji mort en 901.

Cette page dresse une liste de personnalités mortes au cours de l'année 901 :
- février/mars : Guaimar Ier de Salerne, prince de Salerne.
- 1er février : Antoine II Cauléas, patriarche de Constantinople.
- 18 février : Thābit ibn Qurra, astronome, mathématicien, philosophe et musicologue sabéen ayant vécu en Turquie et en Irak.

- Amulo (it), évêque de Turin.
- Caoshan Benji, maitre du bouddhisme chinois Chan.
- Francon, moine et abbé de Lobbes puis évêque de Liège.
- Grimbald, moine bénédictin d'origine flamande.

## Crédit d'auteurs
- Cet article est partiellement ou en totalité issu de l'article intitulé « 901 » (voir la liste des auteurs).